# JŽ serija 18
JŽ Serija 18 je bil tip lokomotive, narejen v tovarnah Krauss (Linz, Avstrija) izrecno za potrebe Južne železnice. Izdelovali so jih od obdobja tik pred prvo svetovno vojno do leta 1941. Skupaj je bilo izdelanih 314 lokomotiv tega tipa.

## Lokomotive Serije 18 na slovenskih tleh
Prvi dve lokomotivi sta bili dodeljene v Trst, kjer so se izkazale kot izredno primerne za potniški promet.
Med obema svetovnima vojnama na slovenskih tleh lokomotive tega tipa niso delovale, ampak so k nam prihajale iz Avstrije na Jesenice ali v Maribor.
Po koncu 2. svetovne vojne je na slovenskih tleh ostalo 5 lokomotiv tega tipa, ki so vozile lahke brze vlake sprva med Mariborom in Postojno, kasneje pa iz Maribora v Prevalje in Kotoribo.

## Serija 18 kot muzejski vlak
Ob koncu osemdesetih let 20. stoletja so lokomotivo 18-005 usposobili za vleko muzejskega vlaka, po petih letih aktivne dobe v tej vlogi pa jo je nadomestila lokomotiva 17-006.

## Vir
- http://www.miniaturna-zeleznica.com/18.htm